# Lúcio Vergínio Tricosto
Lúcio Vergínio Tricosto (em latim: Lucius Verginius Tricostus), chamado também de Próculo, foi um político da gente Vergínia nos primeiros anos da República Romana eleito cônsul 435 a.C. com Caio Júlio Julo, já em seu segundo mandato. É possível ainda que tenha sido cônsul uma segunda vez em 434 a.C., mas as fontes, segundo Lívio, são contraditórias.

## Primeiro consulado (435 a.C.)
Lúcio Vergínio foi eleito cônsul em 435 a.C. com Caio Júlio, que já havia sido cônsul em 447 a.C., e os dois tiveram que enfrentar que enfrentar uma terrível epidemia em Roma e nas redondezas, uma invasão dos fidenos e outra dos veios, unidos contra uma Roma já no limite de suas forças. Os invasores ultrapassaram o rio Aniene e acamparam perto da Porta Colina. Caio Júlio posicionou suas tropas na margem e nas muralhas enquanto Lúcio Vergínio consultava o Senado, que elegeu como ditador Quinto Servílio Prisco, que derrotou e expulsou os atacantes do território romano.

## Segundo consulado?
Lívio nota que as fontes são contraditórios sobre a reconfirmação de Lúcio Vergínio para um segundo mandato no ano seguinte (434 a.C.), ano no qual Mamerco Emílio Mamercino foi nomeado ditador pela segunda vez; Licínio Macro reporta como cônsules em 434 a.C. Caio Júlio e Lúcio Vergínio Tricosto, enquanto Quinto Tuberão e Valério Antias reportam como tribunos consulares Marco Mânlio Capitolino e Quinto Sulpício Camerino Pretextato.